# Tripura National Volunteer Force
Die Tripura National Volunteer Force wurde am 10. November 1978 unter dem Namen Tripura National Volunteers von Bijoy Hrangkhwal und Genossen gegründet.

## Entwicklung
In der zweiten Hälfte des 20. Jahrhunderts veränderte sich die Bevölkerungsstruktur im ehemaligen Königreich Tripura radikal. Die folgende wirtschaftliche und politische Ausgrenzung der ursprünglichen Bevölkerung hatte verschiedene Ursachen: Um die Integration der Bengalen voranzutreiben, unterstützte die Regierung die Ansiedlung der sesshaften, Ackerbau betreibenden Einwanderer auf dem Land, das die Bewohner Tripuras für ihren Brandrodungsfeldbau genutzt hatten. Die Flüchtlinge waren im Durchschnitt gebildeter und besetzten bald wichtige Ämter. Die politischen Parteien begannen mit der wachsenden Zahl der Bengalen hauptsächlich um deren Stimmen zu konkurrieren. Zu den Forderungen aller Autonomiebewegungen in Tripura gehört daher neben der Ausweisung illegaler Zuwanderer der Verlust des Stimmrechts für nach 1952 Zugewanderte und eine Umverteilung des Landes.
Die Kämpfer der TNVF, versteckten sich in den Chittagong Hill Tracts, wo sie auch Unterstützung von der Regierung (des muslimischen) Bangladeschs erhielten. Zusammengearbeitet wurde von Anfang an mit der Mizo National Front (MNF) in Mizoram. Sie überfielen zum einen Sicherheitskräfte aus dem Hinterhalt, zum anderen bengalische Zivilpersonen als Terrormaßnahme. Ebenso angegriffen wurden Kader der CPI(M), die 1978–88 und ab 1993 die Staatsregierung stellte. Die Gruppe hatte vermutlich nie mehr als 400 Kämpfer. Bijoy Hrangkhwal befand sich von Juni bis Dezember 1980 in Haft.
Einige Zuwanderer organisierten sich in der „Amra Bengali“ („Wir Bengalen“), die gelegentlich Eingeborene abschlachtete, jedoch bis jetzt nicht zu einer größeren Gefahr anwuchs.
Das erklärte Ziel der TNVF war es alle Zugewanderten, meist aus Ostpakistan geflohene bengalischsprechende Hindus, wieder zu vertreiben. Die etablierten politischen Parteien beschuldigten sie des Ausverkaufs des Landes. Der schlimmste einzelne Gewaltausbruch gegen die Zuwanderer geschah im Sommer 1988 in Mandai Bazar, nahe der Hauptstadt Agartala, wo an einem Tag 300 Bengalen starben, für den Bundesstaat gehen die Schätzungen des Tages über Tausend.
Binanda Jamatia gründete am 12. Dezember 1980 die Splittergruppe All Tripura People’s Liberation Organization (ATPLO) in Bangladesch. Jamatia organisierte die Entführung des Ehepaares Hrangkhwal am 13. August 1982 aus Kamalacharra nach Bangladesch.
1981 spaltete sich Chuni Koloi und Genossen ab. Nach einem Überfall auf die Polizeistation in Manu am 3. September 1982 war die Gruppe gut bewaffnet und attackierte nun die Basis der ATPLO im November, wo sie Hrangkhwal befreiten. Etliche ATPLO-Kämpfer liefen zu Koloi über, ein anderer Teil ergab sich der Regierung. Der befreite Hrangkhawl nahm den Kampf wieder auf, bis in Delhi 1988 ein Abkommen mit der Zentralregierung geschlossen wurde. 447 TNVF-Kämpfer legten die Waffen nieder. Die Vereinbarung folgte dem Muster der mit den Naga und Mizo geschlossenen, zusätzlich ist aber noch die Ausweisung der illegal Eingereisten vorgesehen. Zu diesem Punkt ist wenig geschehen. Hrangkhawal schien, mit seiner neuen Position als Vorsitzender der rehabilitation commission zuständig für die Umverteilung von Land, zufrieden gewesen zu sein.
Die verbliebene radikalere Fraktion spaltete sich 1990 in die All Tripura Tiger Force (ATTF) und Tripura Resurrection Army (TRA). Etliche Dissidenten fanden auch nach 1989 ihren Weg in die National Liberation Front of Tripura (NLFT), die in den Folgejahren in eine Vielzahl mehr oder weniger krimineller Grüppchen zerfiel.